# Воллопс

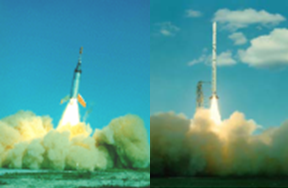
Wallops flight тестує рятувальну башту капсули Меркурі та Apollo heat shield aboard a Scout.

37°55′59″ пн. ш. 75°28′20″ зх. д. / 37.933108905447° пн. ш. 75.472138564207° зх. д.
Воллопс (повна назва — Випробувальний центр на острові Воллопс, англ. Wallops Island Test Center, WITC) — американський космодром. Складається з трьох окремих ділянок загальною площею 25 км²: основної бази, центру на материку, та острова Воллопс, де розташовано стартовий комплекс. Головна база розташована на східному узбережжі штату Вірджинія.
Із часу заснування (1945 рік) із бази Воллопс було зроблено 16 000 запусків. Сюди входять пуски космічних апаратів, метеорологічних ракет, а також різноманітних літальних апаратів. Розміри — від метеорологічних ракет Super Loki до орбітальних ракет-носіїв.
Штат працівників бази: 1000 працівників НАСА, 30 працівників Військово-морських сил США та 100 працівників Національного управління океанічних й атмосферних досліджень.

## Історія
Космодром було засновано 1945 року, перший вдалий старт здійснено 16 лютого 1961 року, коли на навколоземну орбіту за допомогою ракети-носія Scout X-1 був виведений науково-дослідний супутник «Explorer-9» («S-56A»). Має кілька стартових комплексів.
6 вересня 2013 з космодрому був запущений зонд для дослідження місячної атмосфери LADEE. Це був перший політ нової ракети «Мінотавр-5», створеною корпорацією Orbital, а також перший запуск апарата за межі навколоземної орбіти з космодрому.

## Нинішній стан
З 2006 року частина полігону орендується приватною аерокосмічною корпорацією Virginia Spaceport Authority і використовується для комерційних запусків під назвою «Середньоатлантичний регіональний космопорт» (MARS).
Починаючи з 2013 космодром застосовується для запуску ракети-носія середнього класу Antares розробленої американською компанією Northrop Grumman Innovation System за участі КБ «Південне», Південмаш. Станом на серпень 2023 здійснено 18 запусків, з яких 17 успішні.

## Галерея

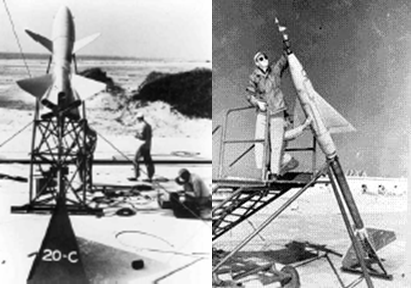
Перші ракети на острові Воллопс
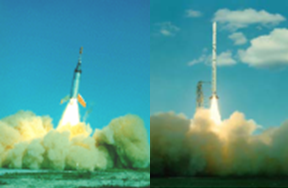
Випробування рятувальної капсули Меркюрі та теплозахистного екрану Аполо на ракеті Скаут
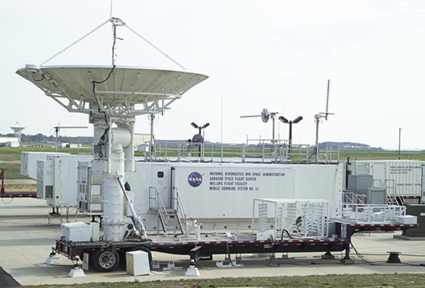
Mobile Range Systems
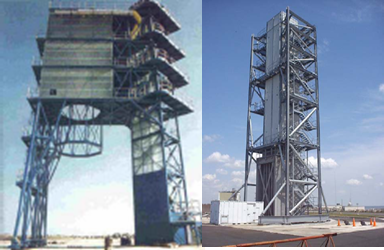
Пускові столи 0-A та 0-B
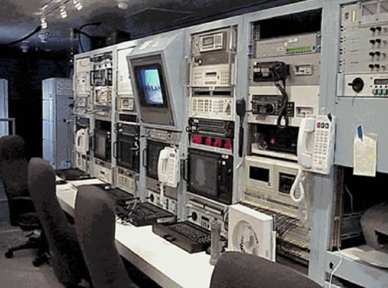
Мобільний телеметричний центр
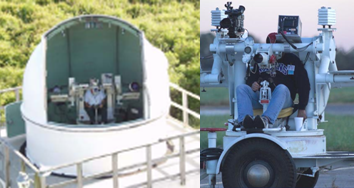
Оптична система стеження
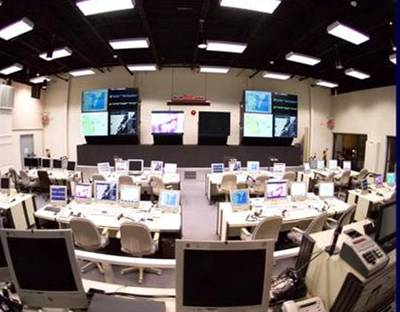
Центр Керування Польотами
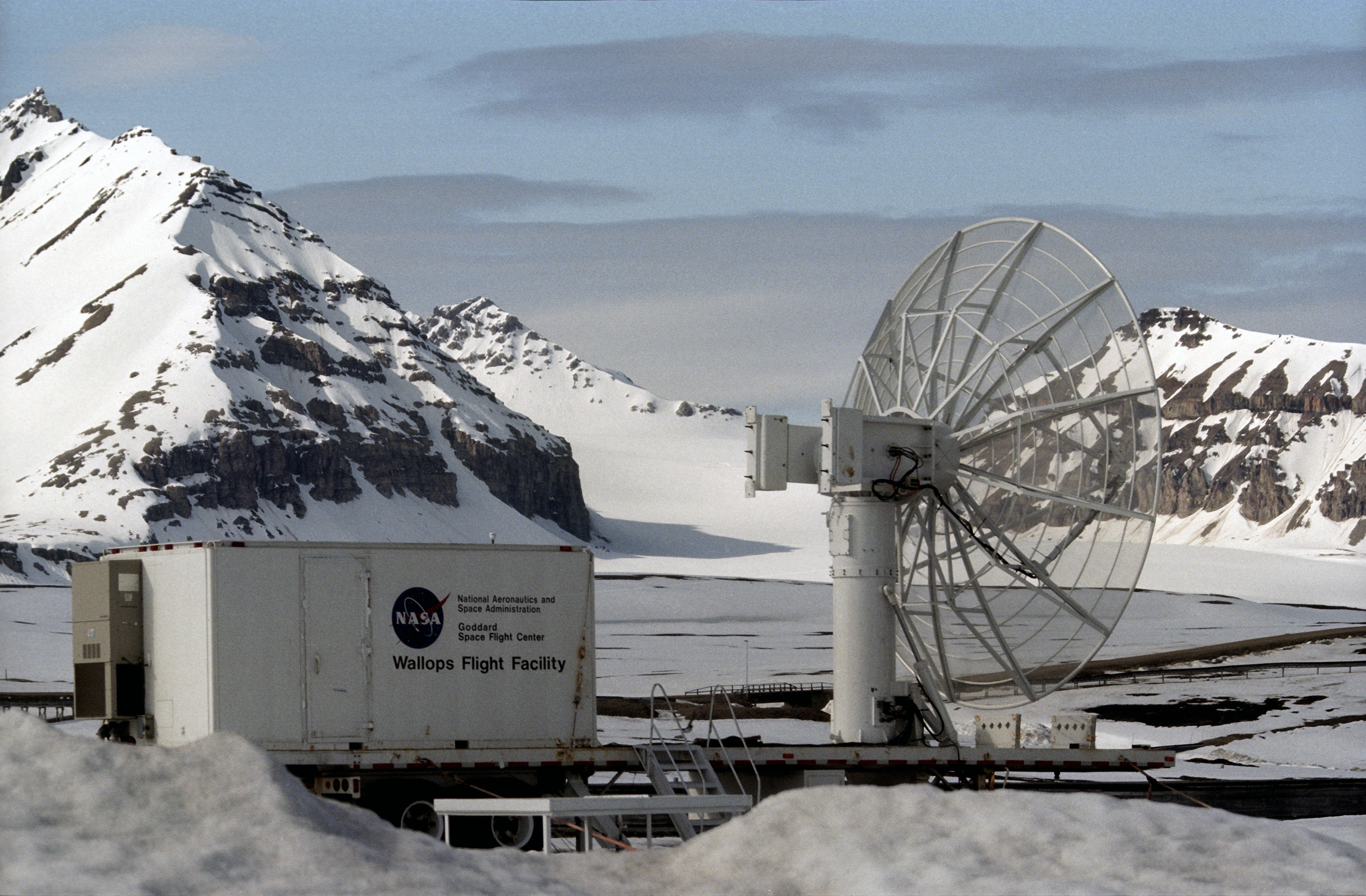
Мобільна система стеження на станції SvalRak в Ny-Ålesund, Норвегія (2003)